# Грейт-Узберн
Грейт-Узберн (англ. Great Ouseburn) — деревня в районе Боро-оф-Харрогейт в Северном Йоркшире, Англия.
Расположена в 6 км к юго-востоку от Боробриджа.
Название деревни дано по близ протекающей реке Уз, первая часть названия (в переводе с английского — большой) для отличия от деревни Литтл-Узберн.
По данным переписи 2011 года население составляло 598 человек.

## История
Во времена Вильгельма Завоевателя (XI век) была известна под названием Юзберн (англ. Useburne).
Большую роль в жизни деревни сыграло близлежащее поместье Кирби-Холл, принадлежавшее в 1200 году Уильяму де Киркеби. Жители деревни были вовлечены в сельскохозяйственные работы в поместье.
В 1912 году большинство мелких хозяйств было продано арендаторам.
В окрестностях деревни 30 апреля 1942 года во время перелёта из Лондона разбился самолёт Королевских ВВС Великобритании и погиб один из опытнейших советских лётчиков Сергей Асямов, готовивший визит в Великобританию наркома иностранных дел СССР В. М. Молотова. В 2012 году в деревне открыт мемориал памяти советских лётчиков. Именем Асямова названа улица деревни
17 марта 1994 года Грейт-Узберн был объявлен заповедной зоной.

## Достопримечательности
Церковь Пресвятой Девы Марии (XI—XIII век)